# Легенда о Сигурде и Гудрун
«Легенда о Сигурде и Гудрун» (англ. The Legend of Sigurd and Gudrún ) — книга Дж. Р. Р. Толкина, выпущенная посмертно 5 мая 2009 года. Книгу скомпилировал, отредактировал и выпустил его сын — Кристофер Толкин. Наброски были сделаны Толкином ещё в 1920 — 1930-е, когда он был вдохновлён легендой о Сигурде из скандинавской мифологии. Произведение задумывалось как «вольная интерпретация», сведение множества известных источников в одну общую сюжетную линию. Представляет собой эддический, аллитерационный стих (см. Старшая Эдда), снабжённый обширными комментариями Кристофера Толкина, а также многочисленными пометками и фрагментами лекций самого Дж. Р. Р. Толкина.
В письме У. Х. Одену от 1967 года Дж. Р. Р. Толкин пишет:

Спасибо за огромные старания, вложенные в перевод и упорядочивание Песни Сивиллы (имеется в виду Вёлюспа, Прорицание вёльвы). В ответ надеюсь прислать вам, если смогу отыскать (надеюсь, она ещё не утеряна), вещицу, которую я создал много лет назад, когда пытался научиться искусству написания аллитерационной поэзии: попытку объединить сказания о Вёльсунгах из Старшей Эдды, написанную старой восьмистрочной строфой форнюрдислаг (fornyrðislag).